# Dolabrifera
Genre
Dolabrifera est un genre de mollusques gastéropodes dépourvus de coquille, de la famille des Aplysiidae. Ces espèces sont souvent appelées lièvres de mer ou dolabelles.

## Liste d'espèces
Selon World Register of Marine Species (25 novembre 2018) :
- Dolabrifera ascifera (Rang, 1828)
- Dolabrifera brazieri G. B. Sowerby II, 1870
- Dolabrifera dolabrifera (Rang, 1828)
- Dolabrifera edmundsi Valdés, Breslau, Padula, Schrödl, Camacho, Malaquias, Alexander, Bottomley, Vital, Hooker & Gosliner, 2017
- Dolabrifera holboelli Bergh, 1872
- Dolabrifera nicaraguana Pilsbry, 1896
- Dolabrifera pelsartensis O’Donoghue, 1924
- Dolabrifera virens A. E. Verrill, 1901